# Iiyama
Iiyama (japanska: 飯山市?, Iiyama-shi) är en stad i Nagano prefektur i Japan. Staden bildades 1954.

## Kommunikationer
Iiyama är en station på Hokuriku Shinkansen som ger förbindelse med höghastighetståg till Nagano – Tokyo och Toyama – Kanazawa.